# واین (میشیگان)
واین، میشیگان (به انگلیسی: Wayne, Michigan) یک شهر در ایالات متحده آمریکا با جمعیت ۱۷٬۵۹۳ نفر است که در میشیگان واقع شده‌است.